# Titus Nolte
Henricus Titus Maria (Titus) Nolte ('s-Heerenberg, 26 april 1955) is een Nederlands kunstenaar.

## Leven en werk
Titus Nolte volgde de middelbare school in Doetinchem. Aansluitend studeerde hij enige tijd klassieke talen aan de Universiteit Utrecht, alvorens over te stappen naar de Kunstacademie in die tijd bekend onder de naam Artibus in Utrecht, waar hij onder andere studeerde bij Hans Siegmund van 1975 tot 1977. Nolte is werkzaam als conceptueel kunstenaar, beeldhouwer, keramist, schilder, tekenaar en graficus. Hij doceert de vakken tekenen, schilderen en grafiek aan de Hogeschool voor de Kunsten Utrecht.
Sinds het midden van de jaren zeventig van de twintigste eeuw exposeert hij regelmatig in diverse Nederlandse en buitenlandse musea. Zijn kunstwerken maken deel uit van de permanente collectie van het Centraal Museum in Utrecht. Naast kunst voor de openbare ruimte (onder andere in Amersfoort, Nijmegen en Alphen aan den Rijn) vervaardigt hij kunstobjecten die zichtbaar zijn in ruimten met een (semi)publieke functie, als de Nijmeegse universiteit, het Utrechts Muziekcentrum Vredenburg en het Utrechts gemeentehuis.
Ook leverde hij bijdragen aan grote internationale manifestaties, waaronder Lux Europae (Edinburgh, 1992).
Nolte is getrouwd met de illustratrice Judith Ten Bosch.